# Amsteltram
La línea 25 del tranvía de Ámsterdam, también conocida como Amsteltram, inicia desde la Estación Amsterdam Zuid en Ámsterdam, pasando por Westwijk en Amstelveen, hasta Uithoorn en Uithoorn. Se inauguró oficialmente en Westwijk el 13 de diciembre de 2020 (extraoficialmente, cuatro días antes, el 9 de diciembre). Esta línea sustituyó a la línea 51 del metro (también conocida como Amstelveenlijn), una línea de tren ligero (sneltram) que dejó de circular al sur de la estación Amsterdam Zuid el 3 de marzo de 2019 para su adaptación a tranvías de plataforma baja. La línea 5 comparte paradas con la línea 25 entre la estación Zuid y las estaciones de Oranjebaan. La línea 5 también compartía las mismas vías con la línea 51 del metro: la primera utilizaba andenes bajos para tranvías regulares y la segunda, andenes altos (ya demolidos).
Posteriormente, el Amsteltram se amplió al sur de Westwijk hasta el municipio de Uithoorn; la ampliación se inauguró el 21 de julio de 2024. El trayecto desde Uithoorn Centrum hasta la estación Amsterdam Zuid dura unos 30 minutos.
El sitio web del proyecto Amsteltram presenta la ruta en dos secciones. La sección norte, entre la estación Amsterdam Zuid y Westwijk en Amstelveen, conserva el nombre "Amstelveenlijn", con el sufijo "lijn" que significa línea. La sección al sur de Westwijk hasta Uithoorn, la fase 2 del proyecto, se denomina "Uithoornlijn". Los comunicados de prensa a veces se refieren a la línea de tranvía 25 como "Amstelveenlijn", dado que sigue casi por completo el recorrido de la antigua línea de metro 51 al sur de la estación Zuid a través de Amstelveen. De los cinco nombres propuestos para la línea, "Amsteltram" recibió una pluralidad de votos de un grupo de casi 2500 residentes locales. Posteriormente, la línea recibió su número de línea. IJtram (línea 26) es otra línea de tranvía de Ámsterdam con nombre y número.

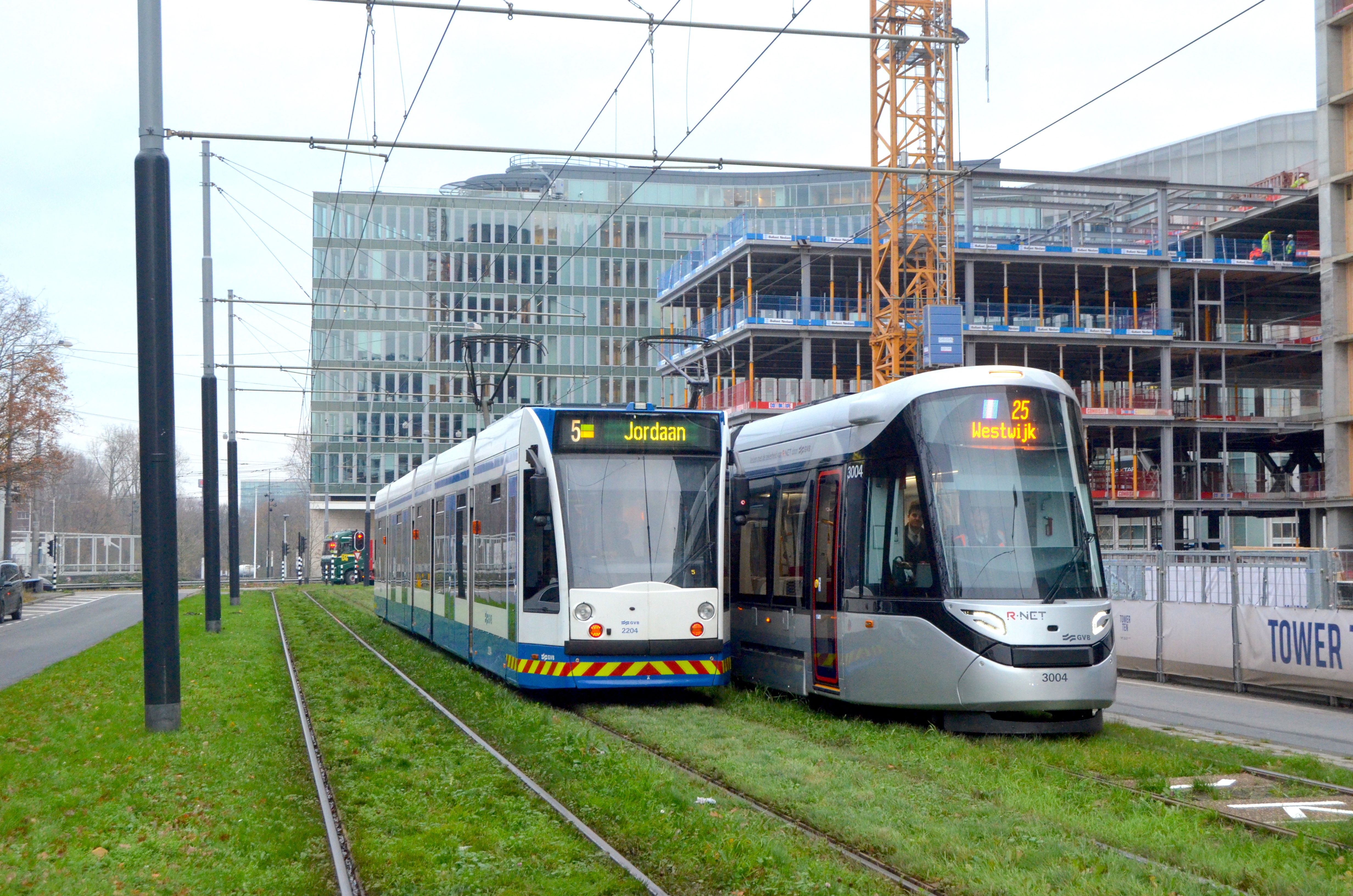
Tranvía de la línea 5 en dirección norte pasando un tranvía de la línea 25 en la vía de retorno a lo largo de Strawinskylaan

El extremo norte de la línea 25 parte de una vía de retorno a lo largo de Strawinskylaan, cerca de Beethovenstraat, y continúa hacia el oeste en una reserva central hasta la parada de tranvía de Station Zuid, frente a la estación Amsterdam Zuid. Tras salir de Amsterdam Zuid, la línea discurre hacia el sur por Parnassusweg, Buitenveldertselaan y Beneluxbaan (en realidad, la misma calle de norte a sur con cambios de nombre) en una reserva central hasta Gondel, una calle al sur de la Estación Sportlaan. La reserva central mantiene la línea de tranvía libre de tráfico rodado, excepto en los pasos a nivel en las intersecciones principales de calles. Las líneas de tranvía 5 y 25 dan servicio a las paradas entre Amsterdam Zuid y la Estación Oranjebaan. Al sur de Oranjebaan, hay un cruce de vías donde la línea de tranvía 5 se bifurca para terminar en Stadshart. Tres estaciones de la línea 25 (Kronenburg, Zonnestein y Sportlaan) se encuentran bajo el nivel de la calle en un paso subterráneo, eliminando así la necesidad de un paso a nivel en una intersección importante. (La línea 5 también da servicio a las paradas de Kronenburg y Zonnestein). Al sur de Gondel, La línea discurre fuera de la calle hasta el final de la misma en la Estación Westwijk, con pasos a nivel en las calles que cruzan las vías.El almacén de tranvías de Legmeerpolder se encuentra a poca distancia al sur de la Estación Westwijk. La línea cruza Legmeerpolder y sigue un antiguo ramal ferroviario para terminar en Uithoorn Centrum.

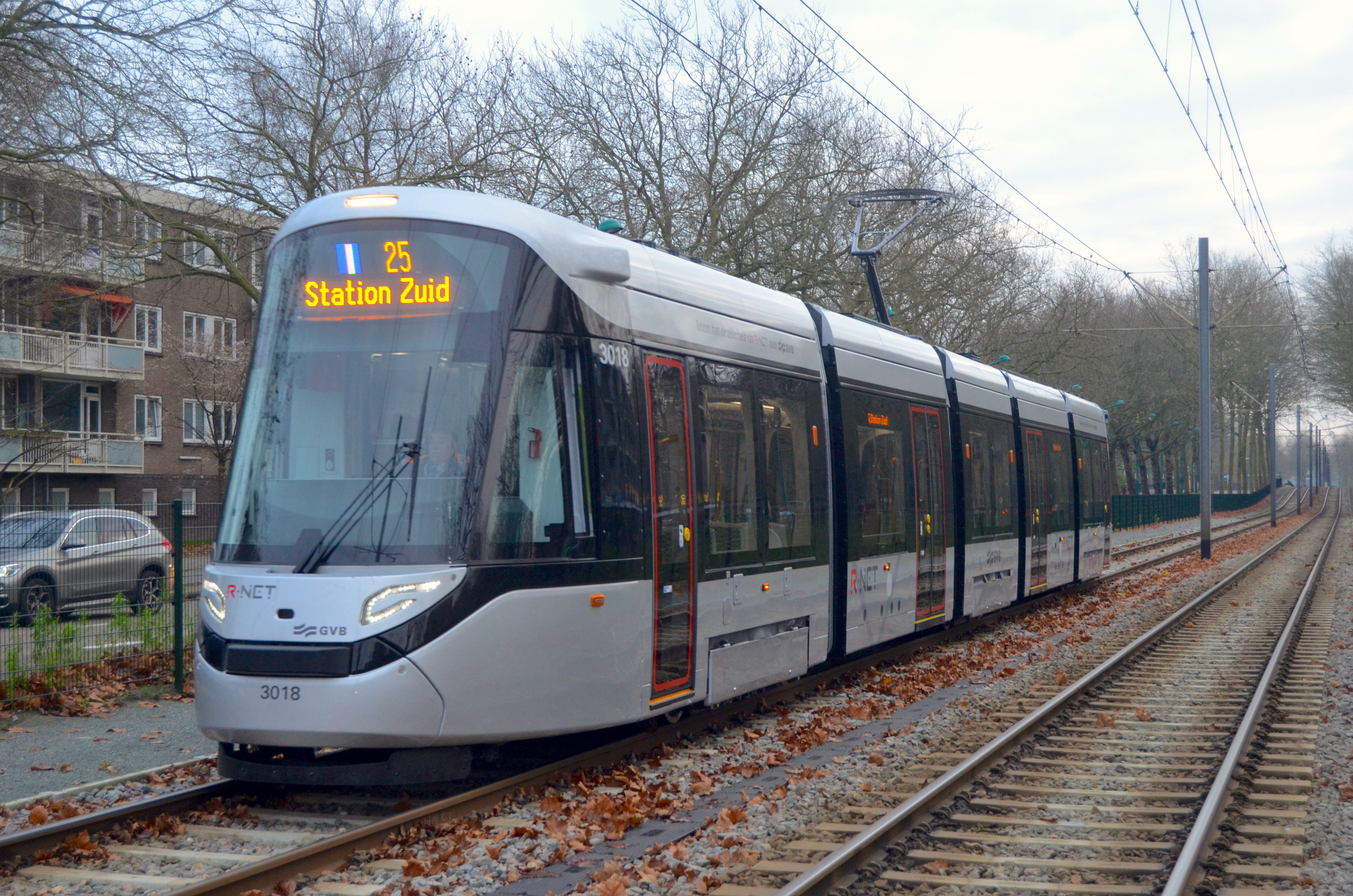
Tranvía 15G en Buitenveldertselaan

El Amsteltram utiliza tranvías de piso bajo (tipo 15G) fabricados en España por Construcciones y Auxiliar de Ferrocarriles (CAF). Los tranvías son bidireccionales, con una cabina en cada extremo del vagón para eliminar la necesidad de asas de giro. Cada tranvía consta de cinco secciones y mide 30 metros de largo y 2,4 metros de ancho. La capacidad de cada tranvía es de 180 pasajeros, incluidos 50 sentados. Se encargaron sesenta y tres de estos tranvías. Los tranvías pueden acoplarse para circular en pares. El morro de cada extremo del tranvía está diseñado para que, en caso de colisión, empuje al otro vehículo en lugar de atraparlo.
Los tranvías 15G asignados al Amsteltram llevan la librea roja y plateada de la R-net, en lugar de la azul y blanca de la GVB. La librea de la R-net conservará el logotipo de la GVB. Randstadnet es el sello distintivo del transporte público de alta gama en la Randstad; también se utiliza en el Metro de Ámsterdam. Todos los demás tranvías de Ámsterdam utilizan la librea de la GVB.
Cuando los tranvías se acoplan en parejas, hay un conductor en el tranvía principal y, generalmente, un revisor en el segundo para vender billetes y proporcionar información. Los tranvías pueden operar solos sin revisor; en este caso, no se ofrece la venta de billetes a bordo.
Al sur de la terminal de Westwijk, en Legmeerpolder, se encuentra un patio de almacenamiento de tranvías. En el lado sur de J.C. van Hattumweg. El complejo cuenta con un edificio de servicios («dienstgebouw») para el personal de GVB y un edificio de usos múltiples («combinatiegebouw») con una estación rectificadora para convertir CA a CC, espacio técnico para pequeñas reparaciones y espacio de almacenamiento. El sitio dispone de espacio de almacenamiento para 26 tranvías para Amstelveenlijn más 10 para Uithoornlijn. El patio tiene 2.500 metros de vías, incluidos 11 desvíos., Se está construyendo un nuevo edificio para el mantenimiento de los tranvías ligeros y para el lavado de los mismos.

## Línea Amstelveen

### Fondo

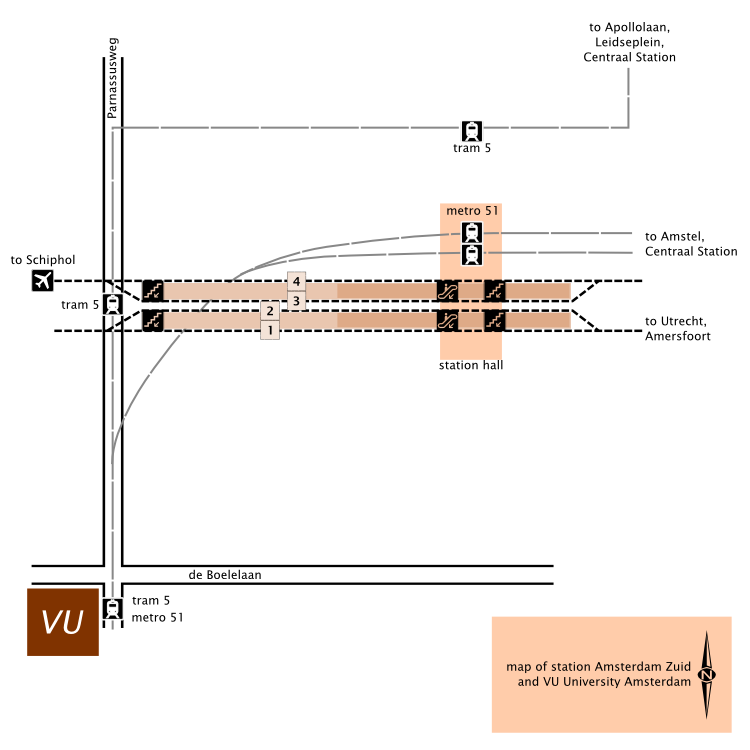
Curva de transición de la línea 51 del metro al tranvía ligero (sneltram) en la estación Zuid antes de 2019

Apodada Amstelveenlijn, la línea 51 del metro Línea 51 (Metro de Ámsterdam) era una línea combinada de metro y tren ligero (sneltram) que iba desde la Estación Central de Ámsterdam a través de la Estación Amsterdam Zuid hasta Amstelveen. La línea se abrió hasta Poortwachter en Amstelveen el 2 de diciembre de 1990 y se amplió hasta Westwijk el 13 de septiembre de 2004. Las vías se compartieron con la línea 5 del tranvía aproximadamente entre De Boelelaan/VU y Oranjebaan. Había andenes de dos niveles a lo largo del recorrido: uno alto para la línea 51 del metro y otro bajo para la línea 5 del tranvía. Las vías discurrían principalmente por una vía reservada en medio de la calle Beneluxbaan, con intersecciones controladas por semáforos. El 3 de marzo de 2019, se interrumpió el servicio de la línea 51 del metro desde la Estación Amsterdam Zuid hasta Amstelveen para adaptar la línea a la operación de tranvías de piso bajo; la línea 51 del metro se desvió para terminar en la estación de metro Isolatorweg. La línea 5 del tranvía continuó operando hasta Stadshart en Amstelveen.
En la estación Amsterdam Zuid, los trenes ligeros tuvieron que cambiar de modo metro a modo tranvía. En dirección sur, un tren ligero elevaba su pantógrafo, retraía las patines del tercer carril y cambiaba el voltaje de 750 V (metro) a 600 V (tren ligero). Además, el tren tuvo que retraer sus placas de embarque en cada puerta, ya que los vagones de tren ligero eran más estrechos que los de metro.
El servicio de tren ligero se suspendió debido a la antigüedad, el abarrotamiento y la propensión a averías de los vehículos. El cambio entre metro y tranvía provocó numerosas averías a medida que los vehículos envejecían. El diseño de la línea no era ideal para la seguridad, A menudo se producen colisiones. La GVB, operadora de la línea, espera una mayor fiabilidad y seguridad después de la modernización de la línea.
El coste de la renovación de la línea Amstelveen asciende a 300 millones de euros, de los cuales el municipio de Ámsterdam aportará 225 millones y el gobierno neerlandés los 75 millones restantes. El coste estimado de la ampliación hasta Uithoorn (Uithoornlijn) es de 60 millones de euros.

### Conversión

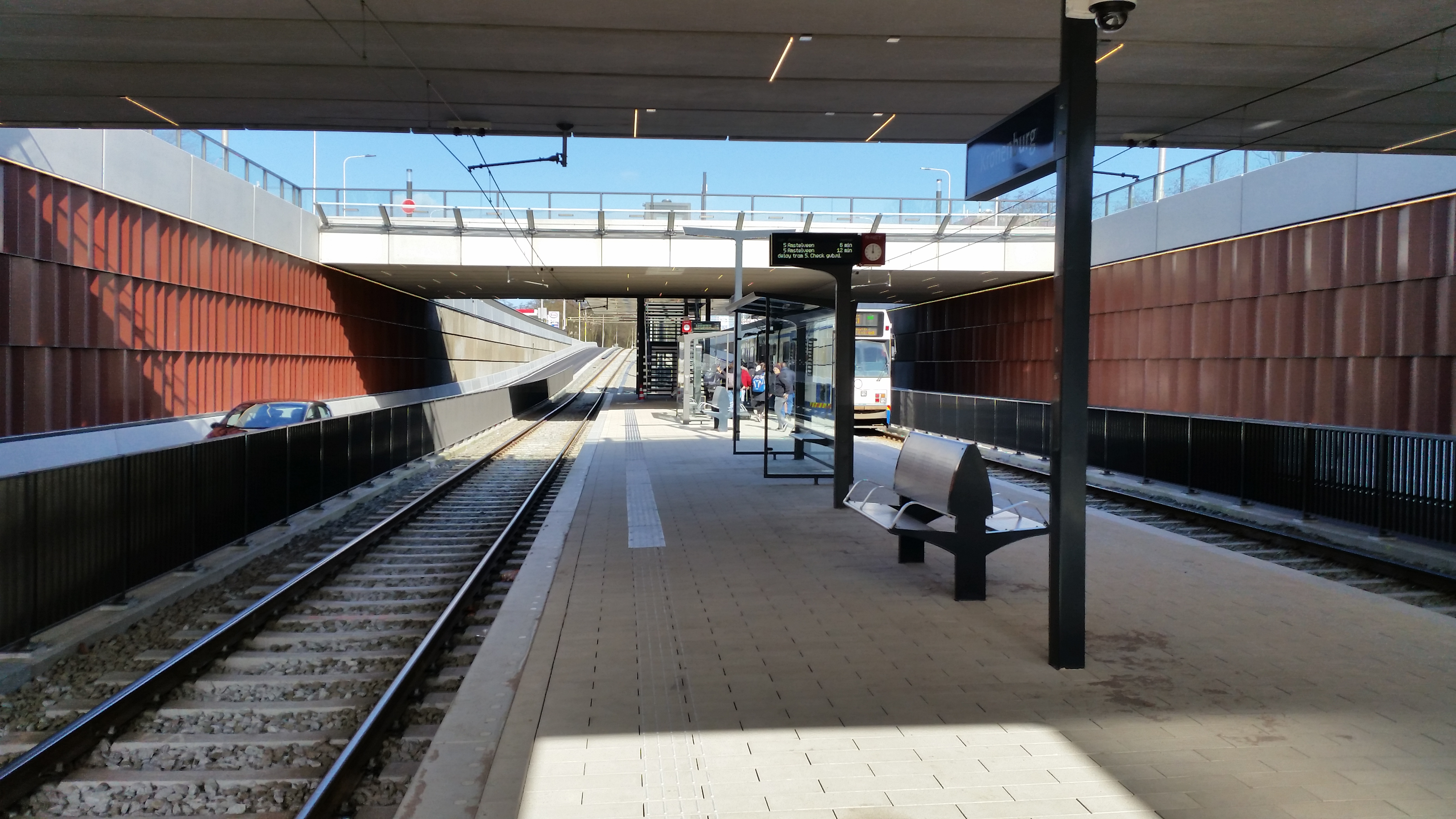
Parada en Kronenburg tras la reconstrucción

Lo que sigue es un resumen del trabajo realizado para renovar el Amstelveenlijn y convertirlo de tren ligero a tranvía.
- Eliminación de plataformas de alto nivel.[9]
- Sustitución o revisión de vías, líneas eléctricas y sistemas técnicos.
- Reconstrucción de 3 pasos a nivel como pasos subterráneos a lo largo de Beneluxbaan en Kronenburg, Zonnestein y Sportlaan.
- Eliminación de 4 paradas: Amstelveen Centrum, Marne, Gondel y Spinnerij.
- Combinar las paradas de De Boelelaan/VU y A.J. Ernststraat y reemplazarlas por una nueva parada intermedia llamada A.J. Ernststraat (el mismo nombre que una de las dos paradas antiguas).[16]

En la Estación Amsterdam Zuid, el Amsteltram termina temporalmente en la parada de tranvía Zuid, en Strawinskylaan, al norte de la estación. Sin embargo, como parte del proyecto independiente Zuidasdok (relacionado con la renovación de la estación), la terminal se trasladaría posteriormente a una nueva estación de tranvía en Arnold Schönberglaan, al sur de la estación. cuya inauguración está prevista para el año 2031. Los andenes de las paradas de tranvía de Zuid y Parnassusweg se ampliaron para dar cabida a pares de tranvías acoplados hasta la finalización de la terminal en Schönberglaan. (La parada de Parnassusweg se encuentra justo al norte del antiguo ramal de la línea 51 del metro que conecta con la estación de metro Zuid).

## Línea Uithoorn

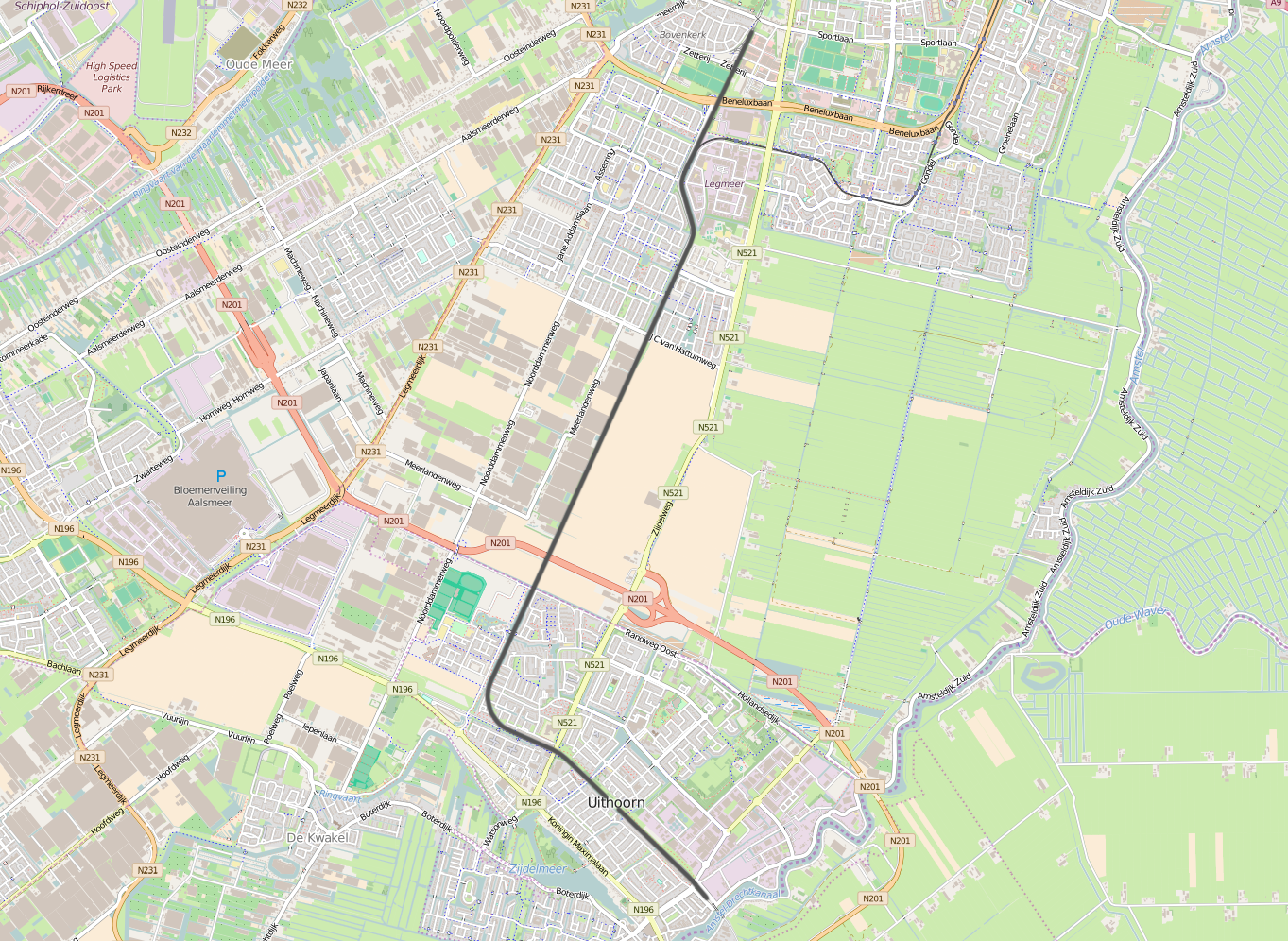
La Línea Uithoorn sigue el derecho de paso del abandonado Ferrocarril Bovenkerk – Uithoorn

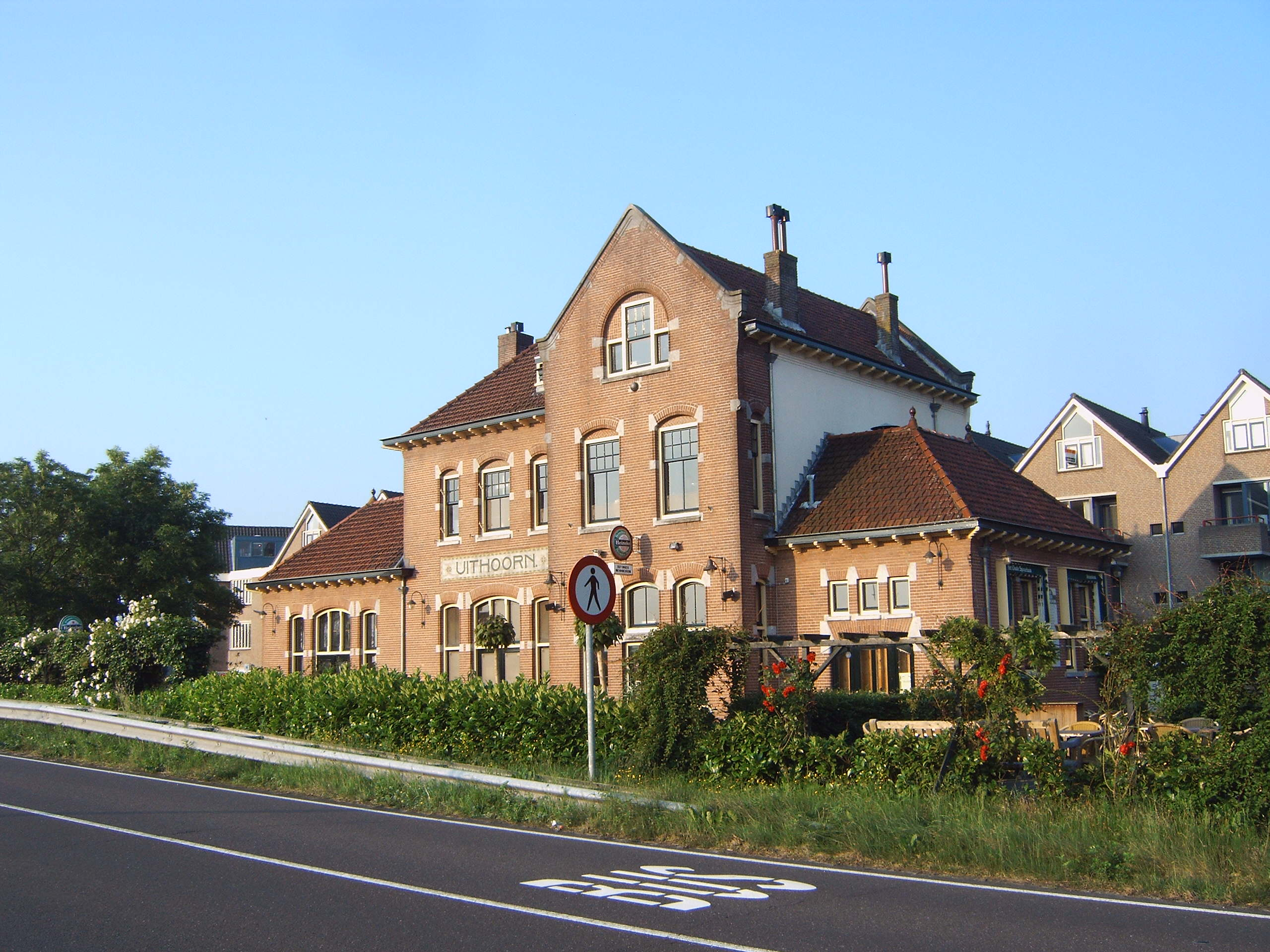
Antigua estación de tren de Uithoorn

El Uithoornlijn es la prolongación sur del tranvía de Amsteltram desde Westwijk, en Amstelveen, hasta el municipio vecino de Uithoorn. La prolongación sigue la vía abandonada de la línea de Ferrocarril Bovenkerk – Uithoorn de las antiguas líneas ferroviarias de Haarlemmermeer. (La línea de vapor se inauguró en 1915. El servicio de pasajeros finalizó en 1950 y el de mercancías en 1972. La mayor parte de la línea se había desmantelado en 1987.) Las paradas de tranvía de Sacharovlaan y Westwijk, así como el depósito de tranvías de Legmeerpolder, también se encuentran a lo largo de la antigua vía férrea. Desde Westwijk, la ampliación sigue el antiguo terraplén ferroviario hacia el sur, cruzando Legmeerpolder hasta la calle Aan de Zoom, antes de girar hacia el este hasta el centro del pueblo de Uithoorn, a orillas del Río Ámstel. La última parada está cerca de la antigua estación de tren de Uithoorn, que aún se conserva.
La extensión tiene una longitud de 4,4 km y cuenta con tres paradas:
- Aan de Zoom (en el extremo occidental de la calle homónima)
- Autobús de Uithoorn (al lado de la estación de autobuses de Boerlagelaan)
- Uithoorn (en el centro del pueblo de Uithoorn, cerca del Río Amstel)

Una vía exclusiva para autobuses discurre sobre la antigua vía férrea desde Uithoorn Centrum hasta la curva norte de la vía. Se añadieron vías de tranvía a la vía para facilitar el paso tanto de autobuses como de tranvías. La ampliación incluyó un puente sobre la autopista N201 en el extremo sur del terraplén sobre Legmeerpolder, y un paso subterráneo para pasar bajo Zijdelweg. La línea de tranvía cruza las calles Randweg, Bieslook, Aan de Zoom y Boerlagelaan a nivel en cada cruce, protegido por barreras de cruce, luces de advertencia y una campana. También hay luces de advertencia en las paradas de Aan de Zoom y Uithoorn Station, donde los usuarios pueden cruzar las vías para acceder al andén deseado.
El tiempo de viaje programado desde Uithoorn Centrum hasta la estación Amsterdam Zuid es de 30 minutos. Las tres nuevas estaciones cuentan con aparcamiento para coches y bicicletas. El 90 % de las direcciones de Uithoorn se encuentran en un radio de 800 metros desde una parada de tranvía o en un radio de 400 metros desde una línea de autobús.
| Ubicación                                                    | Velocidad          |
| ------------------------------------------------------------ | ------------------ |
| cruzando Legmeerpolder                                       | 70 km/h (43,5 mph) |
| entre Legmeerpolder y Aan de Zoom                            | 50 km/h (31,1 mph) |
| en la curva entre Aan de Zoom y la vía del autobús/tranvía   | 30 km/h (18,6 mph) |
| en la vía de autobús/tranvía entre la curva y Amsterdamseweg | 50 km/h (31,1 mph) |
| en la vía de autobús/tranvía entre la curva y Amsterdamseweg | 15 km/h (9,3 mph)  |

## Cronología
La línea 51 del metro (también conocida como Amstelveenlijn), un tren ligero (tranvía ligero), dejó de funcionar el 3 de marzo de 2019 para permitir la conversión del Amsteltram en tranvías de piso bajo.
La construcción del depósito de tranvías de Legmeerpolder comenzó en septiembre de 2018 y finalizará en agosto de 2020.
El 9 de marzo de 2020 se inauguró la nueva parada de Kronenburg. La parada se encuentra en un desnivel bajo el nivel de la calle y se asemeja a una estación con un andén central con escaleras y un ascensor con paredes de cristal que sube al nivel de la calle. Los puentes sobre la parada permiten el paso del tráfico rodado sobre la línea del tranvía a través de una rotonda.> El 25 de mayo se inauguró la parada de Zonnestein, de diseño similar, y el 7 de agosto, la parada de Sportlaan.
El 11 de septiembre de 2019, el Amsteltram recibió el número de línea 25 (Línea de tranvía 25).
Las pruebas de la línea y de los vehículos comenzaron el 17 de agosto de 2020. La capacitación de 300 operadores de tranvía comenzó en octubre.
Extraoficialmente, la línea 25 transportó pasajeros de pago desde el 9 de diciembre de 2020, durante el periodo de pruebas del sistema. Sin embargo, la GVB no proporcionó información de viaje en tiempo real para la línea 25 durante ese periodo de apertura anticipada. La apertura oficial tuvo lugar cuatro días después, el 13 de diciembre.
A mediados de enero de 2021, los equipos de construcción comenzaron a instalar un patio de maniobras para apoyar la construcción de Uithoornlijn, que incluye un almacén para maquinaria y materiales, y ofrece zonas de trabajo y descanso para los trabajadores. El patio se construyó junto a la antigua vía férrea (que se utilizará para la ampliación del tranvía), justo al sur de su cruce con la carretera N201.
A principios de febrero de 2021, tras casi dos meses de funcionamiento, la GVB reportó numerosos problemas iniciales con la nueva infraestructura, vehículos y software a lo largo de la línea Amsteltram. Se utilizaron autobuses lanzadera en dos ocasiones: una por un corte de electricidad en la estación de Zuid y otra por una avería en un tranvía 15G. La resolución de las interrupciones del servicio a menudo requería la presencia de un técnico desde otro lugar. Hubo problemas con la señalización en el cruce de la línea 5 con Stadshart para establecer la ruta correcta del tranvía; en ocasiones, el conductor del tranvía tenía que ajustar manualmente el sentido de los cambios con un desvío. (Posteriormente, la GVB instalaría cajas de señales en los puntos de cambio para que el operador del tranvía pudiera cambiar la configuración de los cambios con una llave).
En mayo de 2022, comenzaron las obras para ampliar el patio de almacenamiento de tranvías de Legmeerpolder, duplicando prácticamente su tamaño. El patio ampliado albergará un nuevo edificio para lavar y realizar tareas de mantenimiento ligero de los tranvías.
En agosto de 2022, comenzaron las obras para trasladar la parada de autobús de Burgemeester Kootlaan más al este, a lo largo de la vía principal en Uithoorn. La parada se encuentra justo antes de donde Uithoornlijn se separaría de la vía principal para desviarse hacia el norte, hacia la futura parada de tranvía en Aan de Zoom. El traslado de la parada evitaría que los tranvías tuvieran que esperar a los autobuses para la carga y descarga de pasajeros. Also in August 2022, work started to lay tram tracks between the streets Aan de Zoom and Randweg just south of Legmeerpolder.
A principios de junio de 2023, las vías del Uithoornlijn se conectaron con el Amstelveenlijn a lo largo de la línea principal y dentro del depósito de Legmeerpolder. El 19 de junio de 2023, comenzaron los viajes de prueba sin pasajeros en el Uithoornlijn. Así comenzó un período de prueba de un año, que duraría hasta la inauguración y que incluiría la capacitación del personal.
El 21 de julio de 2024, la línea Uithoornlijn comenzó a operar con un horario de verano, con una frecuencia de 6 tranvías por hora en hora punta, 5 por hora durante el día y 4 por hora por la noche, utilizando tranvías individuales. El 1 de septiembre, los tranvías volverían al horario normal, con 6 tranvías por hora durante el día y 4 por hora por la noche, y utilizarían trenes acoplados de dos tranvías. Durante el periodo de prueba, el tranvía trasero de un tren de dos tranvías descarriló en un desvío en la cochera de Legmeerpolder. Por lo tanto, por razones de seguridad, inicialmente solo circularon tranvías individuales por la línea. El límite de velocidad para los tranvías acoplados sobre el cruce en cuestión se redujo de 30 kilómetros por hora (18,6 mph) a 15 kilómetros por hora (9,3 mph).